# GEO-Kompsat 2B
O GEO-Kompsat 2B (também conhecido por GK 2B e Chollian 2B) é um satélite meteorológico geoestacionário sul-coreano construído e também operado pela Instituto de Pesquisa Aeroespacial da Coreia (KARI). Ele está localizado na posição orbital de 128 graus de longitude oeste. O satélite tem uma expectativa de vida útil de 10 anos.

## Lançamento
O satélite foi lançado com sucesso ao espaço em  18 de fevereiro de 2020, às 22:19:00 UTC, por meio de um veículo Ariane 5 ECA+, a partir do Centro Espacial de Kourou, na Guiana Francesa, juntamente com o satélite JCSAT-17. Ele tinha uma massa de lançamento de 3 379 kg.